# 미노와 요시노부
미노와 요시노부(일본어: 箕輪 義信, 1976년 6월 2일 ~ )는 일본의 전 축구 선수이다.

## 구단 경력
1999년 J1리그의 주빌로 이와타에 입단했다. 2000년 9월 가와사키 프론탈레로 이적했다. 2000년후 J2리그에 강등했다. 2004년 J2리그 우승으로 J1리그로 승격했다. 2006년에 J1리그 준우승. 2008년 콘사돌레 삿포로로 이적했다. 2008년후 J2리그에 강등했다. 2010년후 현역 은퇴.

## 국가대표팀 경력
그는 2005년 10월 12일 우크라이나과의 경기에서 일본 국가대표팀에 데뷔했다.

## 통계
| 일본 | 일본 | 일본 |
| 연도 | 출전 | 득점 |
| ---- | ---- | ---- |
| 2005 | 1    | 0    |
| 통산 | 1    | 0    |